# Mastopoma armitii
Mastopoma armitii là một loài Rêu trong họ Sematophyllaceae. Loài này được (Broth. & Geh.) Broth. mô tả khoa học đầu tiên năm 1905.